# Central Prince
Central Prince es un municipio rural canadiense situado en la provincia de Isla del Príncipe Eduardo.

## Superficie
Central Prince tiene una superficie de 133,78 km².

## Demografía
En 2021, tenía 1129 habitantes, una densidad poblacional de 8,4 hab./km², y 529 viviendas.